# Skoubogade
Skoubogade er en gade i Indre By i København, der ligger som forlængelse af Knabrostræde mellem Vimmelskaftet og Skindergade. Gaden har sit navn efter de skomagere, der boede her i middelalderen.
I Skoubogade ligger blandt andet konditoriet La Glace.